# إرسينا
إرسينا (بالإيطالية: Irsina)‏ هي بلدية في مقاطعة ماتيرا في إقليم بازيليكاتا الإيطالي.

## السكان
في سنة 1861 بلغ عدد السكان 6٬241 نسمة، وتطور العدد ليصل في سنة 2011 لـ 5٬100 نسمة.
يظهر هذا المخطط البياني تطور النمو السكاني لـ إرسينا

## توأمة
لإرسينا اتفاقيات توأمة مع كل من:
- ساسولو
- سانت أنجيلو ديل بيسكو

## أعلام
- جوني توريو